# Míriam (nombre)
Míriam (en hebreo: מרים‎, romanizado: Mīryam, Mīryām, en arameo: ܡܪܝܡ‎, romanizado: Maryam, en griego: Μαριάμ, romanizado: Mariám) es el nombre de pila femenino que aparece en el Tanaj (Antiguo testamento) del Libro del Éxodo refiriéndose a la hermana de Moisés, la profetisa Míriam.
Tanto María como 'Míriam son nombres extendidos por todo el mundo, sobre todo en los países de credo cristiano por haber sido el nombre de la madre de Jesús de Nazaret —según el Nuevo Testamento— reverenciada como Madre de Dios en las Iglesias Católica, Luterana y Ortodoxa.